# Двійники

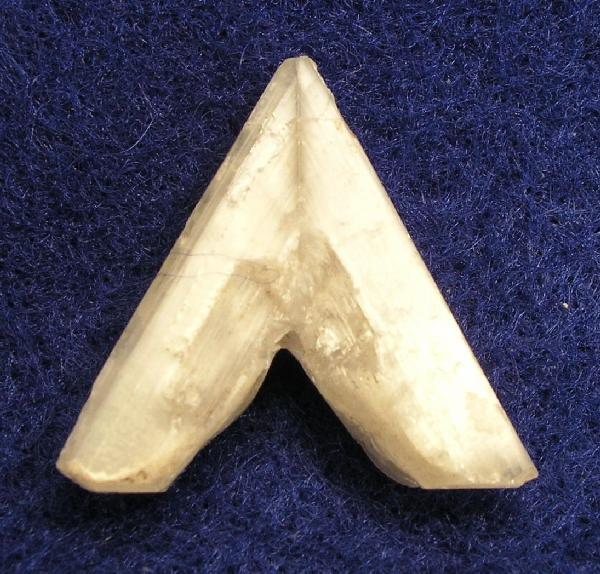
Двійники церусита.

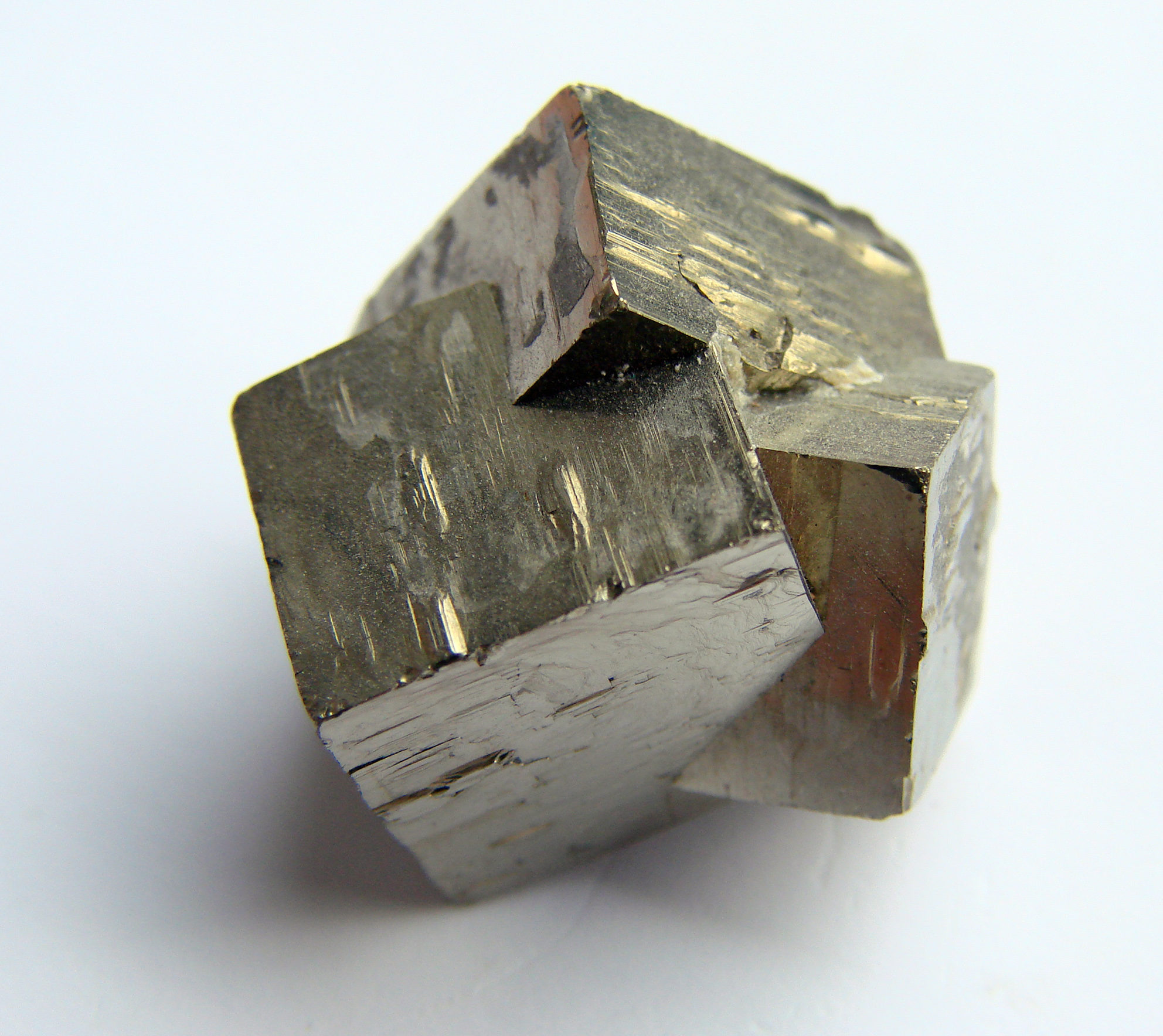
Група трійникових кристалів піриту

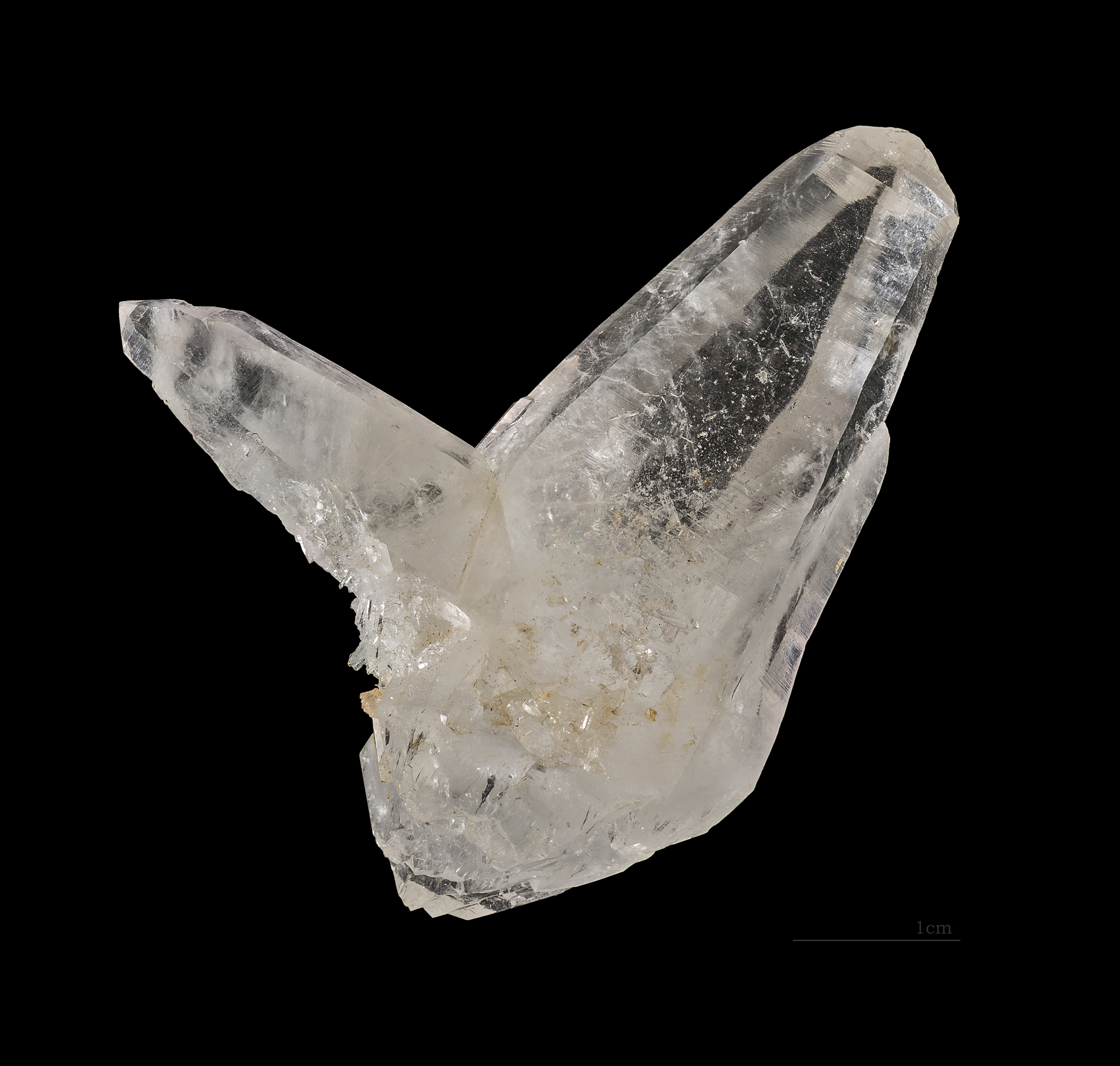
Двійники — Кварц

Двійники́ (рос. двойники, англ. twinned crystals, macles; нім. Doppelgänger m pl, Doppelkokonen m pl, Zwillingskristalle m pl) — у мінералогії закономірне зростання кристалів одного й того ж мінералу, при якому плоска сітка і структурний ряд одного індивіда, що лежить у ній, паралельні плоскій сітці і структурному рядові другого індивіда.

## Загальна інформація
Двійники утворюються в процесі зародження і росту індивідів мінералів, після їх формування, часто внаслідок механічного впливу, а також при переході однієї поліморфної модифікації в іншу.
Розрізняють двійники зростання і проростання, прості й складні, а за формою двійники зростків — колінчасті, хрестоподібні, зірчасті та інші.
Залежно від кількості індивідів, що зрослися, розрізняють двійники, трійники і т. д., а також полісинтетичні двійники.
Двійники характерні для багатьох мінералів, наприклад гіпсу (так званий «ластівчин хвіст»), польових шпатів, рутилу тощо.

## Елементи двійникові
Елементи двійникові (рос. элементы двойниковые, англ. twinning elements) — відповідні елементи симетрії двійників: двійникова вісь, двійникова площина, двійниковий центр, за допомогою яких один індивід двійників суміщується відносно другого. Елементи двійників завжди строго паралельні простому елементу ґратки, спільному для ґраток обох індивідів.

## Площина двійникова
Площина двійникова (рос. плоскость двойниковая, англ. twin plane, нім. Zwillingsebene f, Zwillingsfläche f, Zwil-lingsäquator m) — у мінералогії — площина симетрії двійникового зростка, відбиттям у якій з одного кристала двійника виводиться другий кристал. Площина двійникова відповідає можливій грані кристалу.

### Площина зростання двійникова
Площина зростання двійникова — площина або складніша поверхня, по якій зростаються індивіди двійників.

## Форма двійникова
Форма проста двійникова — сукупність граней індивідів двійників, зв'язаних елементами двобарвної (чорно-білої) симетрії двійників. Розрізняють двобарвні форми з суцільними («чорними» або «білими») гранями і з складеними «чорно-білими» гранями. Вони бувають із вхідними кутами і без них. Всі форми, однакові за кількістю граней, їх забарвленням, обрисом і взаємним розміщенням, належать до однієї простої двійникової форми. Загальна кількість простих двійникових форм — 147.